# Jürgen Engler (Musiker)

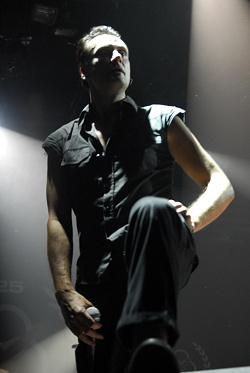
Jürgen Engler (2007)

Jürgen Engler (* 12. Oktober 1960 in Düsseldorf-Bilk) ist ein Musiker und Produzent. Er war Mitbegründer der deutschen Punk-Band Male sowie der späteren Band Die Krupps. Engler ist amerikanischer Staatsbürger und lebt in Austin, Texas.

## Leben
Engler wuchs in Düsseldorf-Bilk auf. Er besuchte das Geschwister-Scholl-Gymnasium, das er kurz vor dem Abitur ohne Abschluss verließ. Seinen Lebensunterhalt bestritt er daraufhin durch Gelegenheits-Jobs und spielte in verschiedenen Musikgruppen. Zwischen 1980 und 1983 absolvierte er eine Ausbildung zum Druckvorlagenhersteller (Lithograf) in einem Düsseldorfer Reproduktionsbetrieb. 1976 gründete er die Punk-Band Male und später Die Krupps. Zudem betrieb er sein eigenes Musiklabel Atom H. Nach Jahren als Musiker bei Die Krupps und Dkay.com wanderte er Mitte der 1990er Jahre in die USA aus, wo er zunächst als Inhaber einer Green Card mehrere Jahre in New York lebte und dann zu seiner damaligen Lebensgefährtin nach Austin, Texas zog. In den 2000er Jahren nahm er die Staatsbürgerschaft der Vereinigten Staaten an und legte die deutsche Staatsbürgerschaft ab. Er lebt und arbeitet immer noch in Austin und ist als angestellter Produzent für Cleopatra Records tätig. Im November 2018 gründete Engler gemeinsam mit Dino Cazares (Fear Factory) und Claus Larsen (Leather Strip) die Supergroup Die Klute.

## Wirken
Neben seiner Tätigkeit als Musiker ist Engler als Produzent für die genannten Gruppen sowie für weitere nationale und internationale Künstler tätig. Wenig bekannt ist, dass er schon 1996 Jam-Sessions mit Dieter Moebius von Cluster und Mani Neumeier von Guru Guru veranstaltete, was 1997 zur Gründung der Gruppe Space Explosion führte. Im Rahmen seiner Anstellung bei Cleopatra Records arbeitete er mit Musikern wie Iggy Pop, Trapt, Ministry, Stabbing Westward und Sly Stone und war in verschiedene Dubstep-, Kraut- und Space-Rock-Projekte involviert.

## Diskografie
mit Male
- siehe Male (Band)#Diskografie

mit Die Krupps
- siehe Die Krupps#Diskografie

mit Die Klute
- siehe Die Klute#Diskografie

mit Die Robo Sapiens
- Teufelskreis / Tanz mit dem Roboter feat. JG and the Robots (2018)
- Kaltes Klares Wasser feat. Leather Strip, Malaria!-Cover (2020)

mit Dkay.com
- Hell is Heaven (Single, 2000)
- Decaydenz (2000)
- Deeper into the Heart of Dysfunction (2002)

Kollaborationen
- Moebius, Neumeier, Engler: Other Places (1996)
- Space Explosion: Space Explosion (1997)
- Amon Guru: Die Krautrock Explosion (2007)

## Belege
1. ↑  Rüdiger Esch: Electri_City. Elektronische Musik aus Düsseldorf 1970–1986. Suhrkamp, Berlin 2014, S. 423
2. 1 2  Marcus Schleutermann: Schwatzkasten: Jürgen Engler. In: Rock Hard. Nr. 327, August 2014, S. 14–16.

| Personendaten    | Personendaten                     |
| ---------------- | --------------------------------- |
| NAME             | Engler, Jürgen                    |
| KURZBESCHREIBUNG | deutscher Musiker, Musikproduzent |
| GEBURTSDATUM     | 12. Oktober 1960                  |
| GEBURTSORT       | Düsseldorf-Bilk                   |